# Joseph Garcia
Dr. Joseph Garcia, MP, PhD, és un historiador i polític gibraltareny, i l'actual líder del Partit Liberal de Gibraltar (GLP) i Vice Ministre en Cap del Govern de Gibraltar. El GLP controla tres dels 17 escons al Parlament de Gibraltar després de les eleccions generals del 2011 i està en el govern amb els seus aliats polítics, el Partit Socialista Laborista de Gibraltar (GSLP).

## Educació
Dr. Garcia és graduat de la Universitat de Hull amb una llicenciatura amb honors de primera classe en història i va obtenir un doctorat sobre «El desenvolupament polític i constitucional de Gibraltar».

## Carrera política
Garcia ha estat líder del GLP des de 1992 i va ser elegit per primer cop a la llavors Casa d'Assemblea de Gibraltar després d'una elecció parcial. Es va exercir com a ministre a l'ombra de Turisme i assumptes comercials de 1999 a 2000. Va ser reelegit en les eleccions de 2000 i va exercir com a ministre a l'ombra per a Serveis de Comerç, indústria, turisme i serveis financers fins al 2003. El 2011, Garcia va ser nomenat vicepresident de la Internacional Liberal. Després, el partit de Garcia va formar una coalició per disputar les eleccions de 2003 amb el GSLP, que va guanyar cinc escons, i Garcia s'ha reelegit per servir com a ministre a l'ombra de Comerç, indústria, turisme i patrimoni fins al 2007, quan va ser de nou reelegit en les eleccions de 2007 servint al mateix ministeri a l'ombra.
Després de 12 anys a l'oposició, Garcia va fer part del Govern després de les eleccions del 8 de desembre de 2011. El nou Ministre en Cap de Gibraltar del GSLP, Fabian Picardo, ha nomenat Garcia com Vice Ministre en Cap responsable de la planificació i de les terres, la reforma política, democràtica i cívica, i l'aviació civil.
Garcia dona suport al Panorama que és un diari gibraltareny. El seu pare, Joe, ha treballat com a editor del diari.